# Burgruine Ziegersberg
Die Burgruine Ziegersberg ist ein ehemaliger Wehrbau im Gemeindegebiet von Zöbern in Niederösterreich. Die Reste der Burg stehen unter Denkmalschutz.

## Geschichte
Die Burg dürfte um 1246 von dem 1241 urkundlich erwähnten Ritter Siegfried Zieger errichtet worden sein, der zum Gefolge von Leutold von Wildon gehörte. Ihm verdankt sie auch ihren Namen.
Lehensherr war zu dieser Zeit Albero V. von Kuenring-Dürnstein, in dessen Besitz die Burg nach seiner Hochzeit mit der Wildonerin Gertrud gelangte. Um 1395 wurde Ziegersberg landesfürstlich und gelangte als Lehen im Jahre 1411 an Koloman I. und Konrad III. von Königsberg, die umfangreiche Ausbauarbeiten vornehmen ließen.
Ziegersberg gehörte von 1492 bis 1645 zur Herrschaft Seebenstein und wurde von Pflegern verwaltet. Ziegersberg besaß nur die niedere Gerichtsbarkeit, das zuständige Landgericht befand sich in Aspang. Bereits 1529 wurde die Burg als öde bezeichnet, aber bis 1556 wurde sie vermutlich wieder instand gesetzt und ausgebaut. Ehrenreich Christoph von Königsberg verpachtete 1644 aus Geldmangel seinen Besitz an Ádám Batthyány. Da dies die niederösterreichischen Stände nicht anerkannten, kam es 1648 zur Exekution und Mathias Wägele von Walsegg auf Stuppach kaufte die Herrschaft. Da diese für die Familie jedoch keine besondere Bedeutung hatte, wurde die Burg nicht besonders gepflegt und als sie im 18. Jahrhundert auch ihre militärische Bedeutung verloren hatte, begann der Verfall. 1842 überließ Caroline Gräfin Sternberg, geborene Walsegg, die Burg den Fürsten Liechtenstein, die wenige Jahre später die Herrschaft an Elisabeth Unger verkauften.
Die Burg war im 19. Jahrhundert bereits teilweise ruinös und gelangte über Franz Schandlbauer in den Besitz von Jakob Singer. Als 1896 das Schloss Ziegersberg erbaut wurde, schleifte man große Teile der Burg zur Gewinnung von Baumaterial. Von Jakob Singer gelangte das Gut 1917 an Hilda Brunner, wurde 1940 arisiert und 1958 den rechtmäßigen Eigentümern zurückgegeben, in deren Besitz es seither ist. 1999 ließ die Familie Brunner die Ruine umfassend sanieren.

## Baubeschreibung
Eine aus dem 16. Jahrhundert stammende und nur noch teilweise erhaltene durch mehrere fünfeckige zweigeschoßige Flankierungstürmchen verstärkte Mauer umschloss weitläufig den ebenen Teil des Burgberges. Sie dürfte wegen ihrer geringen Stärke hauptsächlich repräsentativen Charakter gehabt haben.
Nur noch geringe Spuren sind von den Gebäuden der Vorburg, wie etwa dem Meierhof, vorhanden. Eine relativ kleine Hochburg erhebt sich auf einem drei bis fünf Meter hohen Fels, der aus der Mitte dieses Plateaus ragt. Zum Tor führte eine Zugbrücke über einen Graben, der die Burg im Süden sicherte.
Rechts neben dem Tor steht rechts der mächtige, runde, romanische Bergfried, der die ganze Anlage dominiert. Das regelmäßige Bruchsteinmauerwerk lässt darauf schließen, dass er aus dem 13. Jahrhundert stammt. Da der Bergfried die Schwertarmseite eines möglichen gegen das Tor anstürmenden Angreifers bedrohte, war er nach damaligen Maßstäben richtig platziert. Er ist mit seinen etwa drei Meter dicken Mauern an der Basis über einem bis zu zwei Metern hohen geböschten Sockel errichtet, der die Geländeunebenheiten ausgleicht. Der Zugang zu dem acht Meter über dem Niveau des Hofes gelegenen Hocheinstieg erfolgte über eine Holzstiege von einer über dem Küchentrakt gelegenen Plattform aus. Auch wenn der Bergfried nur als letzte Rückzugsmöglichkeit gedacht war, so hatte er als Heizmöglichkeit einen Mantelkamin im Eingangsgeschoß.

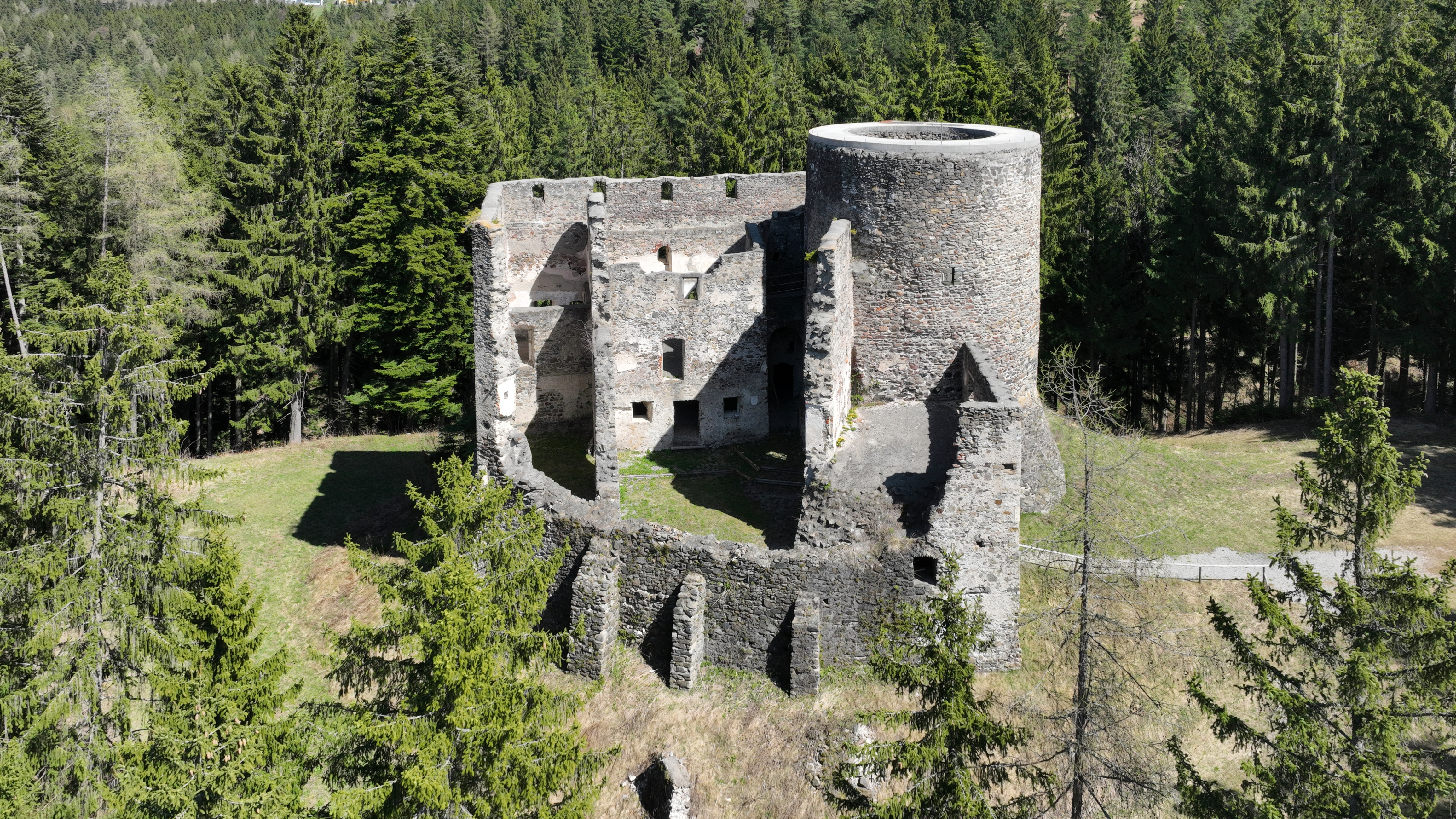
Westansicht der Burgruine

Der einfache Innenhof ist im Norden, Osten und Süden von stark zerstörten Gebäuden umgeben, während die Westseite von einer 13 Meter hohen Mauer begrenzt war. Der als Palas dienende dreigeschoßige Nordtrakt hatte in den unteren Geschoßen je zwei Räume mit Fensternischen, die mit Sitzbänken ausgestattet waren. Das letzte Stockwerk bestand nur aus einem Raum, der möglicherweise als Schüttboden diente.
Der viergeschoßige Ostflügel wurde in späterer Zeit durch einen erkerartigen Vorbau erweitert. Die Küche lag zwischen diesem Osttrakt und dem Bergfried und verfügte über einen sich nach oben verjüngenden Kamin.
Im 16. Jahrhundert wurde an der Außenseite der Ringmauer der zweigeschoßige Südflügel mit einem Rundbogentor angebaut. Dieses Tor wurde später in eine rechteckige Türöffnung umgebaut. Hölzerne Lauf- und Wehrgänge liefen an der Innenseite des Hofes entlang. Von einem Brunnen, den es einst hier gegeben haben soll, ist nichts mehr zu sehen.